# Barfußhistoriker
Als Barfußhistoriker wird ein nicht wissenschaftlich ausgebildeter Hobbyhistoriker bezeichnet.

## Tätigkeit
Neben den studierten Historikern beschäftigen sich in ganz Deutschland ehrenamtlich Menschen (meist ohne wissenschaftliche Ausbildung) mit der Geschichte ihres Heimatortes oder verwandten Themen. Die Ergebnisse dieser Arbeiten werden oft in Schriften, Büchern und im Internet veröffentlicht. Sie werden auch von professionellen Historikern anerkannt und bei Bedarf zu wissenschaftlichen Arbeiten herangezogen.
Ein vermehrtes Auftreten dieser „Laien“ war infolge der kulturell-politischen Wandlungen der 68er-Bewegung zu verzeichnen. Aufgrund mangelnder Beschäftigung mit dem Nationalsozialismus in der deutschen Geschichtswissenschaft begannen viele Menschen, ihr familiäres Umfeld oder die Geschichte ihrer Wohngegend zu untersuchen. Dabei gerieten bis dato komplett vernachlässigte Themen in den Vordergrund. Hat die akademische Geschichtswissenschaft, wenn auch zaghaft, vor allem den bürgerlichen Widerstand gegen das NS-Regime untersucht, so gerieten aufgrund der Forschungsfelder der Barfußhistoriker schnell andere Aspekte in den Vordergrund, zum Beispiel der Widerstand aus der Arbeiterbewegung. Barfußhistoriker konnten so einen Teil zur Entwicklung der Geschichte von unten beitragen.

## Begriffsentwicklung
Der Begriff Barfußhistoriker ist erstmals in den 1980er-Jahren belegt. Die Bezeichnung beruht auf den teilweise nichtwissenschaftlichen und unkonventionellen Methoden der beteiligten Wissenschaftler und Laien. Er wurde in der bundesdeutschen Presse schon 1984 benutzt. Vorbild für den Begriff ist der Barfußarzt oder Barfußanwalt.
In den 1980er-Jahren bildeten sich in Deutschland auch sogenannte Geschichtswerkstätten, in denen sich häufig solche historisch interessierten Laien mit der Geschichte vor Ort auseinandersetzten. Dies geschah auf einer Ebene, die sich von der der universitären Geschichtsforschung unterschied. Mittelpunkt war die Geschichte von unten, ein Bereich, der bis dahin nur unzureichend aufgearbeitet wurde. Diese Bewegung erhob einen politisch-emanzipatorischen Anspruch mit dem Fokus abseits der politischen Geschichte hin zur Alltagsgeschichte der breiten Bevölkerung, „ohne an die bereits etablierte Sozial- und Wirtschaftsgeschichte anzuknüpfen“.